# Wilhelm Eberhard von Brumsee
Wilhelm Eberhard von Brumsee (geb. 1688; gest. 1755) war ein preußischer Landrat.

## Herkunft
Wilhelm Eberhard von Brumsee war Angehöriger des preußischen Adelsgeschlechts Brumsee. Er war der Sohn von Joachim Albrecht von Brumsee († um 1694), seit 1664 Erbherr auf Maraunen und dessen Ehefrau Anna Dorothea (1629–1701), geb. Erbtruchsess zu Waldburg.

## Leben
Im Jahr 1727 wurde er Kreisrat im Kreis Natangen und saß seit 1732 auf Maraunen. Von dort wechselte er in gleicher Position nach Zinten. Um 1745 oder 1752 bis zum Jahr 1755 amtierte er als erster Landrat des Kreises Brandenburg. Während dieser Zeit saß er auf Maraunen und Hasselberg.

## Persönliches
Wilhelm Eberhard von Brumsee war mit Helena Dorothea (* 1696), geb. von Heppingen, verheiratet. Ihr gemeinsamer Sohn Ludwig Wilhelm (* 1724) wurde Leutnant im Regiment von Luck.